# Oberbergischer Kreis
Oberbergischer Kreis is een Kreis in de Duitse deelstaat Noordrijn-Westfalen. Kreisstadt is de stad Gummersbach. De Kreis telt 271.699 inwoners (31 december 2020) op een oppervlakte van 918,84 km². Op 31 december 2020 had 10,67% van de inwoners een niet-Duits staatsburgerschap (28.985 niet-Duitsers) en hadden 350 inwoners het Nederlandse staatsburgerschap.

## Steden en gemeenten

Steden en gemeenten in Oberbergischer Kreis.

De volgende steden en gemeenten liggen in de Kreis:
| Steden                                                                                            | Gemeenten                                                                        |
| ------------------------------------------------------------------------------------------------- | -------------------------------------------------------------------------------- |
| 1. Bergneustadt 2. Gummersbach 3. Hückeswagen 4. Radevormwald 5. Waldbröl 6. Wiehl 7. Wipperfürth | 1. Engelskirchen 2. Lindlar 3. Marienheide 4. Morsbach 5. Nümbrecht 6. Reichshof |

Zie ook: Lijst van Kreise en kreisfreie steden in Noordrijn-Westfalen
Bergneustadt · Engelskirchen · Gummersbach · Hückeswagen · Lindlar · Marienheide · Morsbach · Nümbrecht · Radevormwald · Reichshof · Waldbröl · Wiehl · Wipperfürth